# عشر ذي الحجة

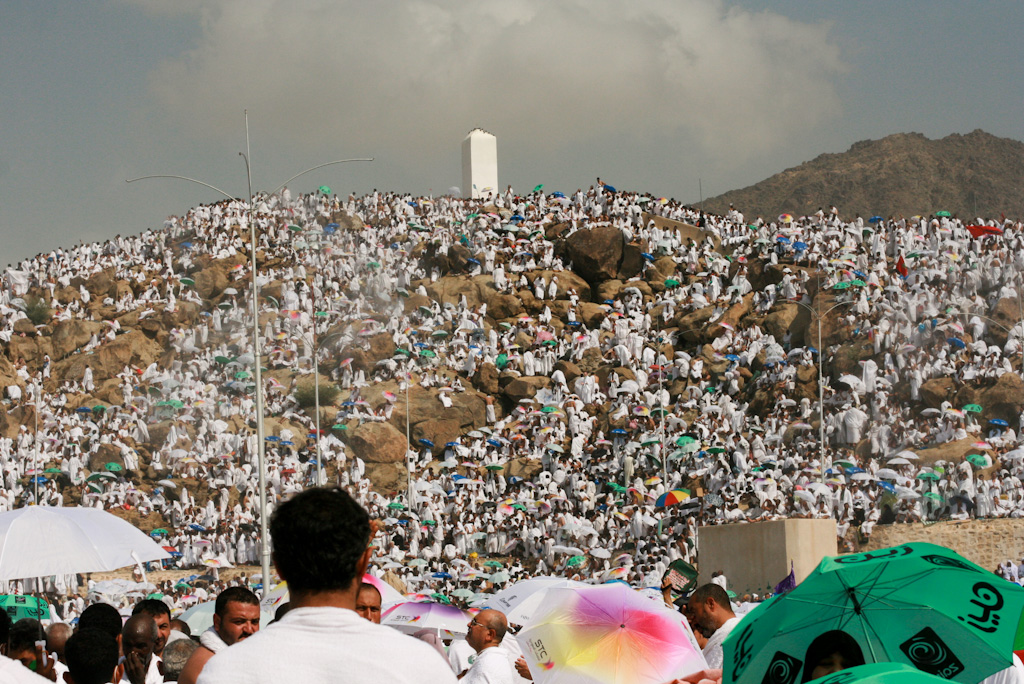
وقوف الحُجَّاج المسلمون على جبل عرفة يوم عرفة وهو أفضل أيام العشر من ذي الحجة.

العشر من ذي الحجة هي الأيام العشر الأولى من شهر ذي الحجة بحسب التقويم الهجري. يؤمن المسلمون أن لتلك الأيام أفضلية خاصة دونًا عن باقي أيام العام، فيُكثرون فيها من العبادة والأعمال الصالحة والذكر. وتُوافق هذه الأيام موسم الحج عند المسلمين. ويأتي ضمن هذه الأيام يوم عرفة الذي يُعد أفضل أيام السَّنة عند المسلمين، كما يكون في نهايتها يوم عيد الأضحى والذي يُسمّى "يوم النَّحر"، لكثرة ما يُنحّر أي يُذبح من الأضاحي تقربًا إلى الله.

## آيات القرآن الواردة فيها
1. آية ﴿وَيَذْكُرُوا اسْمَ اللَّهِ فِي أَيَّامٍ مَّعْلُومَاتٍ﴾، [2] قال عبد الله بن عباس: هي أيَّامُ العشرِ.[3]
2. آية ﴿وَلَيَالٍ عَشْرٍ﴾، [4] قال ابن عباس، وابن الزبير، ومجاهد: أنّها العشر من ذي الحجة.[5]

## الأحاديث الواردة فيها
1. عن عبد الله بن عباس  أنّ النبي محمد ﷺ قال: «ما من أيام العمل الصالح فيها أحب إلى الله من هذه الأيام يعني أيام العشر قالوا يا رسول اللهِ ولا الجهاد في سبيل الله قال ولا الجهاد في سبيل الله إلا رجل خرج بنفسه وماله فلم يرجع من ذلك بشيء».[6]
2. عن عبد الله بن عمر أن النبي محمد قال: «ما مِن أيَّامٍ أعظَمُ عندَ اللَّهِ ولا أحِبُّ إليهِ العملُ فيهنَّ من أيَّامِ عشرِ ذي الحِجَّةِ فأَكثِروا فيهنَّ منَ التَّسبيحِ والتَّكبيرِ والتَّحميدِ والتَّهليلِ».[7]
3. عن جابر بن عبد الله أنّ رسول الله صلّى الله عليه وسلّم قال: «ما مِن أيّام أفضل عند الله مِن أيّام عشر ذي الحجّة"، قال: قال رجلٌ: هنّ أفضل؟ أم عدتهنّ جهاد في سبيل الله؟ قال: "هنّ أفضل مِن عدتهنّ جهاد في سبيل الله، إلاّ عفير يُعفّر وجهه في التُّراب». والعِفّير الذي يعفر وجهه بالتراب هو المجاهد في سبيل الله.[8]

## أعمال يجتهد فيها المُسلمون في تلك الأيام
يعتقد المسلمون أن أجور العبادات في تلك الأيام مُضاعفة عن غيرها من أيام العام وفقًا للعديد من الآيات والأحاديث النبوية المتواترة في ذلك. ويقول الحافظ ابن حجر في الفتح: والذي يظهر أن السبب في امتياز عشر ذي الحجة لمكان اجتماع أمهات العبادة فيه، وهي الصلاة والصيام والصدقة والحج، ولا يتأتى ذلك في غيره.

### الصيام
يعتقد المسلمون أن الصيام من أفضل الأعمال التي يتقربون بها إلى الله، ولاسيما في تلك الأيام التي يعتقدون بزيادة أجور العبارات فيها، فعَنْ هُنَيْدَةَ بْنِ خَالِدٍ عَنْ امْرَأَتِهِ قَالَتْ: حَدَّثَتْنِي بَعْضُ نِسَاءِ النَّبِيِّ صَلَّى اللَّهُ عَلَيْهِ وَسَلَّمَ أَنَّ النَّبِيَّ صَلَّى اللَّهُ عَلَيْهِ وَسَلَّمَ: «كَانَ يَصُومُ يَوْمَ عَاشُورَاءَ وَتِسْعًا مِنْ ذِي الْحِجَّةِ وَثَلَاثَةَ أَيَّامٍ مِنْ الشَّهْرِ أَوَّلَ اثْنَيْنِ مِنْ الشَّهْرِ».
يقول الإمام النووي: صوم الأيام العشر بأكملها مستحب ليس أكثر من ذلك.

### التكبير والتهليل والتحميد
يعتقد المسلمون في زيادة فضل التكبير وهو قول الله أكبر، والتهليل وهو قول لا إله إلا الله، والتحميد وهو قول الحمد لله في تلك الأيام دونًا عن سواها لما جاء في حديث عبد الله بن عمر أن النبي محمد قال: «ما مِن أيَّامٍ أعظَمُ عندَ اللَّهِ ولا أحِبُّ إليهِ العملُ فيهنَّ من أيَّامِ عشرِ ذي الحِجَّةِ فأَكثِروا فيهنَّ منَ التَّسبيحِ والتَّكبيرِ والتَّحميدِ والتَّهليلِ».
قال الإمام البخاري: كان ابن عمر وأبو هريرة يخرجان إلى السوق في أيام العشر يكبران، ويكبر الناس بتكبيرهما.
وقال أيضًا: بَاب التَّكْبِيرِ أَيَّامَ مِنًى، وَإِذَا غَدَا إِلَى عَرَفَةَ، وَكَانَ عُمَرُ رَضِيَ اللَّهُ عَنْهُ يُكَبِّرُ فِي قُبَّتِهِ بِمِنًى، فَيَسْمَعُهُ أَهْلُ الْمَسْجِدِ، فَيُكَبِّرُونَ وَيُكَبِّرُ، أَهْلُ الْأَسْوَاقِ حَتَّى تَرْتَجَّ مِنى تَكْبِيرًا.

### الأُضحية
آخر أيام تلك العشر هو أول أیام عید الأضحى عند المسلمين، وفيه يقومون بشعيرة الأضحية، وتأتي مشروعیتها من القرآن في آية (فَصَلِّ لِرَبِّكَ وَانْحَرْ) أي صلّ صلاة العيد، وانحر أُضحيتك في هذا اليوم. كما رواه الإمام أحمد وابن ماجة عن أبي هریرة أنه قال: قال رسول الله ﷺ قال:«من وجد سعةً فلم یضح فلا یقربن مصلانا».
كما في سنن أبي داود عَنْ عَبْدِ اللَّهِ بْنِ قُرْطٍ عَنْ النَّبِيِّ صَلَّى اللَّهُ عَلَيْهِ وَسَلَّمَ قَالَ «أعظم الأيام عند الله يوم النحر، ثم يوم القر». ويوم النحر هو يوم الأُضحية، ويوم القرّ هو يوم الاستقرار بمنى وهو اليوم الذي يلي يوم النحر، أي ثاني أيام عيد الأضحى.
وجاء أيضًا عن عائشة  أن النبي صلى الله علیه وسلم رغّب في تلك الشعيرة قائلًا: «ما عمل ابن آدم یوم النحر عملاً أحب إلى الله عز وجل من هراقة دم، وإن الدم لیقع من الله عز وجل بمكان قبل أن یقع على الأرض، وإنه لیأتي یوم القیامة بقرونها وأظلافها وأشعارها، فطیبوا بها نفسًا».
ومن حدیث أنس  قال: «ضحى رسول الله صلى الله علیه وسلم بكبشین أملحین أقرنین فرأیته واضعاً قدمیه على صفاحهما سمى، وكبّر».
ويعتقد المسلمون أن الحكمة من تلك الشعيرة هو أن، یعبر بها المسلم عن شكره الله تعالى على نعمه المتعددة، منها نعمة الهدى، ومنها نعمة البقاء على قید الحیاة من عام إلى عام، ومنها نعمة السلامة والصحة، ومنها نعمة التوسعة في الرزق، وذلك تكفیر لما وقع من الذنوب، وتوسعة على أسرة المضحي وأقربائه وأصدقائه وجیرانه وفقراء المسلمین.

### يوم عرفة
يعتقد المسلمون أن هذا اليوم من أعظم الأيام العام على الإطلاق وأن العبادة فيه لا يُضاهي ثوابها أي يومٍ آخر، فعن عائشة أن رسول الله صلى الله علیه وسلم قال: «ما من یوم أكثر من أن یعتق الله فیه عبداً من النار من يوم عرفة، وإنه لیدنو ثم یباهي بهم الملائكة فیقول ماذا أراد هؤلاء؟».
كما يعتقد المسلمون أن صيام ذلك اليوم يكفر ذنوب سنتين كما جاء من حديث النبي محمد عليه الصلاة والسلام: «صيام يوم عرفة أحتسب على الله أن يكفر السنة التي قبله والسنة التي بعده».

### الحج والعمرة
تأخذ تلك الأيام العشر أفضليةً خاصة عند المسلمين لأن بها موسم الحج، وهو الركن الخامس من أركان الإسلام.
عن ابن مسعود أن رسول الله صلى الله علیه وسلم قال: «تابعوا بین الحج والعمرة فإنهما ینفیان الفقر والذنوب كما ینفي الكیر خبث الحدید والذهب والفضة، ولیس للحجة المبرورة ثواب إلا الجنة». رواه الترمذي والنسائي.
قال صلى الله عليه وسلم: «من حج الله فلم یرفث ولم یفسق خرج كیوم ولدته أمه».